# Oberreintalschrofen
Oberreintalschrofen är ett berg i Österrike, på gränsen till Tyskland.   Det ligger i distriktet Innsbruck-Land och förbundslandet Tyrolen, i den västra delen av landet, 400 km väster om huvudstaden Wien. Toppen på Oberreintalschrofen är 2 523 meter över havet, eller 155 meter över den omgivande terrängen. Bredden vid basen är 0,53 km.
Terrängen runt Oberreintalschrofen är huvudsakligen bergig, men åt sydost är den kuperad. Närmaste större samhälle är Telfs, 10,2 km söder om Oberreintalschrofen. 
Trakten runt Oberreintalschrofen består i huvudsak av gräsmarker. Runt Oberreintalschrofen är det ganska tätbefolkat, med 80 invånare per kvadratkilometer.